# エラゴン
『エラゴン 遺志を継ぐ者』（エラゴン いしをつぐもの、Eragon）は、2003年に発表されたクリストファー・パオリーニによるファンタジー小説。『ドラゴンライダー』シリーズの1作目。20世紀フォックスより映画化もされている。

## ストーリー
エラゴンは、農村カーヴァホールに住む15歳の少年。エラゴンの母は生まれたばかりの彼を伯父ギャロウに預け、行方が分からなくなってしまう。以来エラゴンは2つ上の従兄弟、ローランと共に育てられた。決して裕福ではない暮らしだったがギャロウの厳しいながらも熱い愛情を受け、兄のように慕うローランと共に幸せな日々を送っていた。ある日、冬支度に備え、狩りに出かけたエラゴンは山の奥深く、スパインで青い石を見つける。あまりの美しさと興味からエラゴンはそれを家に持ち帰ったが、それは、ドラゴンの卵であった。その卵との出会いがエラゴンの人生、世界を大きく動かすことになる。

## 登場人物

### ドラゴンライダー復活の鍵を握る者達
エラゴン
カーヴァホール村の農場で育った15歳（映画だと17歳）の少年。父を知らず、母セリーナは彼を産んでまもなく行方不明となったため、伯父のギャロウが父親代わりだった。しかし、ドラゴンのサフィラと出会い、伯父をラーザックに殺されたことで、復讐の旅に出る。師であるブロムに導かれ、次々と襲いかかる苦難と謎に悩まされながら、帝国（ガルバトリックス）を倒すことを心に固く誓っている。ブロムからザーロック（苦痛）という剣を受け継ぐ。
サフィラ
ライダーとしてエラゴンを選び、エラゴンによって卵から孵った、最後の雌ドラゴン。エラゴンとは強い絆で結ばれ、心の中で会話をすることが出来る。気位が高く、非常に率直かつ感情豊かなキャラクター。ドラゴン特有の力と知恵を生まれ持ち、時には親友として心を通わせ、時には姉のようにエラゴンを励まし、支える頼もしい存在。女性らしい優しさやチャーミングな一面を見せながら、戦いではダイナミックな、荒々しい力を奮う。
ブロム
帝国アラゲイジアの歴史や伝説、とりわけドラゴンライダーについて詳しい村の語り部。だが、実はドラゴンライダーの一人という秘められた過去を背負っている。ブロムのドラゴンの名前もサフィラだった。エラゴンが新たなドラゴンライダーとして選ばれたことを知り、希望を託して彼に様々な技や心得を教え、師として導く。しかし、ラーザックによって殺されそうになったエラゴンを助けるため、自らの命を犠牲にする。
アーリア
気高さと勇気と美貌、強い魔力を持つエルフ族の王女。ヴァーデン軍と共に闘う勇敢な戦士である。ガルバトリックスから盗み出したドラゴンの卵を運ぶ密使の役割を担うが、アーガルたちの襲撃に遭い、辛くも卵の転送に成功する（それがエラゴンの元で孵りサフィラが誕生）ものの自らは捕らわれの身に。その窮状を夢で見たエラゴンによって救出される。

### 村の人々
ギャロウ
エラゴンの伯父でカーヴァホールの農夫。父親代わりにエラゴンを育ててきた。実直で誠実な人柄はエラゴンに多大な影響を与えるが、思わぬ悲劇(惨殺)に見まわれることになる。
ローラン
2歳年上のエラゴンの従兄。エラゴンとは兄弟のような愛情で結ばれていたが、帝国のカーヴァホールの襲撃によって亀裂が入り、自らも英雄として数奇な運命を背負うことになる。伝承の英雄に習って槌を武器として使い、"ストロングハンマー"の異名を取る戦士として次第に成長していく。村の肉屋スローンの娘、カトリーナと愛しあっている。
カトリーナ
ローランの恋人。カーヴァホール村の肉屋の主人であるスローンの一人娘。十六歳。慈愛に満ちた優しさと心の強さを持つ女性。
スローン
カーヴァホール村の肉屋の主人で、カトリーナの父親。気難しい性格で妻のイズミラをスパイン山脈で失った過去からスパインをとことん嫌っている。
ホースト
カーヴァホール村の鍛冶屋。人格に優れたぬ村の名士でローランとともに苦難に見舞われる村人達のまとめ役となる。
ガートルート
カーヴァホール村の治療師。エラゴンが傷を負ったときに治療してくれた。

### 旅で出会う人々
アンジェラ
薬草師で占い師。エラゴンの未来を占い、その前に待ち受ける様々な運命を指し示す。魔法猫ソレムバンと話す事が出来、一緒に暮らしている。
マータグ
謎めいた放浪の剣士。ラーザックに襲われていたエラゴンを助け、ヴァーデン軍本拠地へ旅路をともにすることになる。エラゴンより2、3歳年上の青年で優れた戦士、情に流されない意思と強さと冷悧な皮肉屋の一面がある。忌まわしい出生の秘密に苦しめられている。その出生の秘密には、エラゴンの母親もかかわっている。
ジョード
ティールムの町の貿易商。ブロムの旧友でヴァーデン軍の密偵を務め、数十年前には、ブロムとともにガルバトリック王の隠し持つ最後の竜の卵3つのうちの1つを盗み出した。この卵が後に様々な過程を経てエラゴンの手に渡り、サフィラが生まれる事になる。

### ヴァーデン軍
アジハド
ガルバトリックスを倒すために結成された反乱軍、ヴァーデンを率いる指揮官。黒い肌を持つ人間で、威厳に満ち、不正を嫌う人格者。有能な政治家でもあり、種族ごとの立場を尊重して軍のバランスを保っている。人々を率いることは、その人々を幸せにしなければならないという指導者の責任を感じている。
ナスアダ
アジハドの娘でヴァーデン軍の戦士の一人。ファーザン・ドゥアーの戦いにも参加し、アーガルの軍勢に果敢に立ち向かう。
フロスガー王
13の部族からなるドワーフを束ねる王。部族にある異論を押えてヴァーデン軍と協力関係を結んでいる。高齢で思慮深いが、一度戦場に立つと、勇猛果敢な戦士となる。エラゴンに期待をかけ、エラゴンとサフィラに素晴らしい鎧を贈る。
オリク
フロスガーの甥でエラゴンがファーザン・ドゥアーに滞在している間、エラゴンの世話係となる。

### 帝国軍
ガルバトリックス
帝国アラゲイジアを支配し、暴君として恐れられる邪悪な王。かつては優秀なドラゴンライダーだったが、自分のドラゴンを失ったときに新たなドラゴンを与えられなかったことに逆上、一族を裏切って滅亡させ、帝国に君臨した。残忍なシェイドやラーザック、アーガルの軍を率い、脅威であるエラゴンとサフィラを捕らえて殺そうと、手段を選ばず画策する。
ダーザ(シェイド)
悪霊に魂を乗っ取られた魔術師（シェイド）の一人でガルバトリックスの部下、帝国アラゲイジアで最強と恐れられ、心臓を突き刺す以外は彼を殺すことはできない。ガルバトリックスの信任も厚く、宮廷内の内情にも精通する。アジハドとは長年の仇敵同士であり、ダーザの剣にはアジハドのつけた細い傷がある。
ラーザック
ガルバトリックスが使う魔物の一つ。くちばしと角を持った正体を黒いマントで隠した不気味な怪物。魔法こそ使えないものの、強靭な体力と俊敏な動作はエラゴンやブロムさえてこずらせる。
アーガル
大柄で獰猛な異種族。残虐だが高潔な戦士であり、エルフ族を追ってアラゲイジアに現れたという。人間、エルフ、ドワーフといった他種族から忌み嫌われておりダーザの指揮下でヴァーデン軍と戦う。「ファーザン・ドゥアーの戦い」の生き残りはダーザの支配から開放されたこともあり、ヴァーデン軍と手を組みんで帝国軍に立ち向かうこととなる。

### その他
モーザン
かつてガルバトリックスに加担した「13人の裏切り者」のひとり。死してなお、ブロムとの確執の他、様々な影響をエラゴンの道程に与える。

## 世界
アラゲイジア
この物語の舞台となる世界。西は沿岸地方に接してスパイン山脈が南北に走り、北はドゥ・ウェルデン・ヴァーデンの深い森が広がる。中央部にはハダラク砂漠が横たわり、その南には峻厳なビオア山脈が連なる。エラゴンは北西の端、カーヴァホールを出発し、南東のファーザン・ドゥアーまで旅することになる。
ドラス＝レオナ
帝国の大都市。街の外にヘルグラインド(ラーザックの隠れ家)がある。
ファーザン・ドゥアー
ビオア山脈の火山の噴火口の築かれたドワーフの秘密の砦。反乱軍ヴァーデンの本拠地もここに置かれている。
ギリエド
ガルバトリックスが支配する軍の拠点のひとつ。ダーザによってアーリアが幽閉されていた要塞都市。
スパイン山脈
アラゲイジアの西沿岸地方のほぼ全域に広がる未開の山脈地帯。不吉な言い伝えがあり、人々に恐れられている。エラゴンはそこでサフィラの卵を見つけた。

## 用語

### 古代語
魔法の源となる言語。ものの真の姿を表し、十分に力を備えた者が意思を込めて口にすれば、そのものを自在に操ることが出来る。エルフからもたらされ、この言葉で話しているときは嘘をつくことは出来ない。（が、エルフは意味を曲げることが出来る。）
ブリジンガー
古代語で「火」を意味する言葉。エラゴンが初めて口にした魔法の言葉。
トレイヴァム
古代語で「木」を意味する言葉。
クヴァイステル
古代語で「枝」を意味する言葉。
スクルブラカ
古代語で「ドラゴン」を意味する言葉。
シャートゥガル
古代語で「ドラゴンライダー」を意味する。
スクルブラカス・ヴェン
ライダーとドラゴンが一体となって物を見る状態。
ヴァイサ・ヘイル
傷を癒す。
デロイ・モイ
土を別の物質に変える。
ステンラ・リサ
「石よ、浮かべ。」
ドラウマ・コパ
自分の見た事のある範囲で透視する。

### その他の用語
ドラゴンライダー
かつてエルフがアラゲイジアにやってきたとき、ドラゴンとエルフは激しい戦いを繰り広げた。
その際、なぜかエルフ側に一つのドラゴンの卵がわたり、最初のドラゴンライダーが生まれた。
このライダーによってドラゴンとエルフは和解し、以後、ドラゴンライダーはアラゲイジアの平和の守護者としてその繁栄に寄与してきた。
ライダーはドラゴンにより選ばれて心を交わし、強靭な体と鋭い知性、よく利く五感、魔法の力と長寿を授けられる。
ガルバトリックスの裏切りにより滅ぼされ、今や伝説の彼方の存在になろうとしている。
ドラゴン
アラゲイジアの創世から存在すると伝えられる不可思議な存在。成長すると小さな丘くらいの大きさにも達する。
空を飛び、強大な魔力を持ち、口から強力な火炎を放射する。
自らの正統な乗手の存在を感じたとき、卵からかえる。
ライダーとは心で会話し、寿命を延ばし、体力・魔力を強化するなど様々な影響をえる。
寿命で死ぬことは無く、他者から殺されない限り、死ぬことはないが自分のライダーが死ぬと、命を絶つ事が多い。現在残されたドラゴンの卵は三つしかないといわれている。
エルフ
アラゲイジアではない他の地から海を渡ってきたといわれている。自分の望みどおりの外見をもつ。
寿命で死ぬことは無く、他者から殺されない限り、死ぬことはない。
常識を超えた運動能力を持っており、人間では到底敵う相手ではない。最も魔力の強い種族。
ドワーフ
岩から生まれてきたと本人達は言う。小さく小柄だが、強健で過去の事を忘れにくい。戦いには斧や金鎚を使用する。
ファーザンドゥアーという山にヴァーデンをかくまっている。
ドワーフが作り出す武器や工芸品はエルフには劣るが、素晴らしいものである。ちなみに、足の指は七本である。
宝石などの石にはひときわ情熱がある。
ヴァーデン
ガルバトリックスに対抗する組織。本拠はファーザンドゥアーだかのちに移動する
ブロムが設立した。
アージェトラム
銀の手という意味。主にライダーを指す言葉。
ゲドウェイ・イグナジア
輝く掌の意。ドラゴンライダーである証。（幼竜に触れるとゲドウェイ・イグナジアが掌に焼きつく）
ザーロック
古代語で苦痛を意味する。エラゴンがブロムから譲り受けたライダーの剣。
元々はモーザンの武器だった。

## 日本語訳
クリストファー・パオリーニ著、大嶌双恵訳『エラゴン 遺志を継ぐ者』
- ソニー・マガジンズ版単行本（2004年4月、ISBN 4789722309）
- ヴィレッジブックス版（文庫判・3分冊、2006年10月）
  1. ISBN 4789729583
  2. ISBN 4789729591
  3. ISBN 4789729605
- ヴィレッジブックス版・軽装版（新書判・3分冊、2006年10月）
  1. ISBN 4863325118
  2. ISBN 4863325126
  3. ISBN 4863325134
- 静山社版（3分冊、2011年11月）
  1. ISBN 4863891385
  2. ISBN 4863891393
  3. ISBN 4863891407
- 静山社文庫版（3分冊、2018年5月）
  1. ISBN 4863894333
  2. ISBN 4863894341
  3. ISBN 486389435X

## 映画
映画は原作を大幅に割愛した内容になっている。最初は三部作を予定していたが、興行不振で打ち切りになった。

### スタッフ
- 視覚効果：インダストリアル・ライト&マジック、WETAデジタル

### キャスト
| 役名             | 俳優                     | 日本語吹替 |
| ---------------- | ------------------------ | ---------- |
| エラゴン         | エドワード・スペリーアス | 山田孝之   |
| サフィラ(の声)   | レイチェル・ワイズ       | 林真里花   |
| ブロム           | ジェレミー・アイアンズ   | 有本欽隆   |
| アーリア         | シエンナ・ギロリー       | 小雪       |
| ダーザ           | ロバート・カーライル     | 家中宏     |
| アジハド         | ジャイモン・フンスー     | 楠大典     |
| ガルバトリックス | ジョン・マルコヴィッチ   | 大塚芳忠   |
| マータグ         | ギャレット・ヘドランド   | 伊藤健太郎 |
| フロスガー       | ゲイリー・ルイス         | 西前忠久   |
| アンジェラ       | ジョス・ストーン         | 小島幸子   |
| ローラン         | クリストファー・イーガン | 日野聡     |
| 伯父ギャロウ     | アラン・アームストロング | 伊藤和晃   |
| ホースト         | リチャード・リフキン     | 世古陽丸   |
| スローン         | スティーヴ・スピアーズ   | 石住昭彦   |